# Апраксино (Московская область)
Апра́ксино — деревня в городском округе Коломна Московской области, до 2017 года входила в Акатьевское сельское поселение Коломенского района. Население — 110 чел. (2021).

## История
В 1918—1922 гг. существовали сельсоветы Апраксинский I и Апраксинский II. С 1922 года — центр Апраксинского сельсовета. По состоянию на 1926 год, делилась на деревни Апраксино I и Апраксино II. В первой из них имелись сельсовет, школа I ступени, отделение единого потребительского общества, сельский комитет крестьянской общественной взаимопомощи.

## Достопримечательности

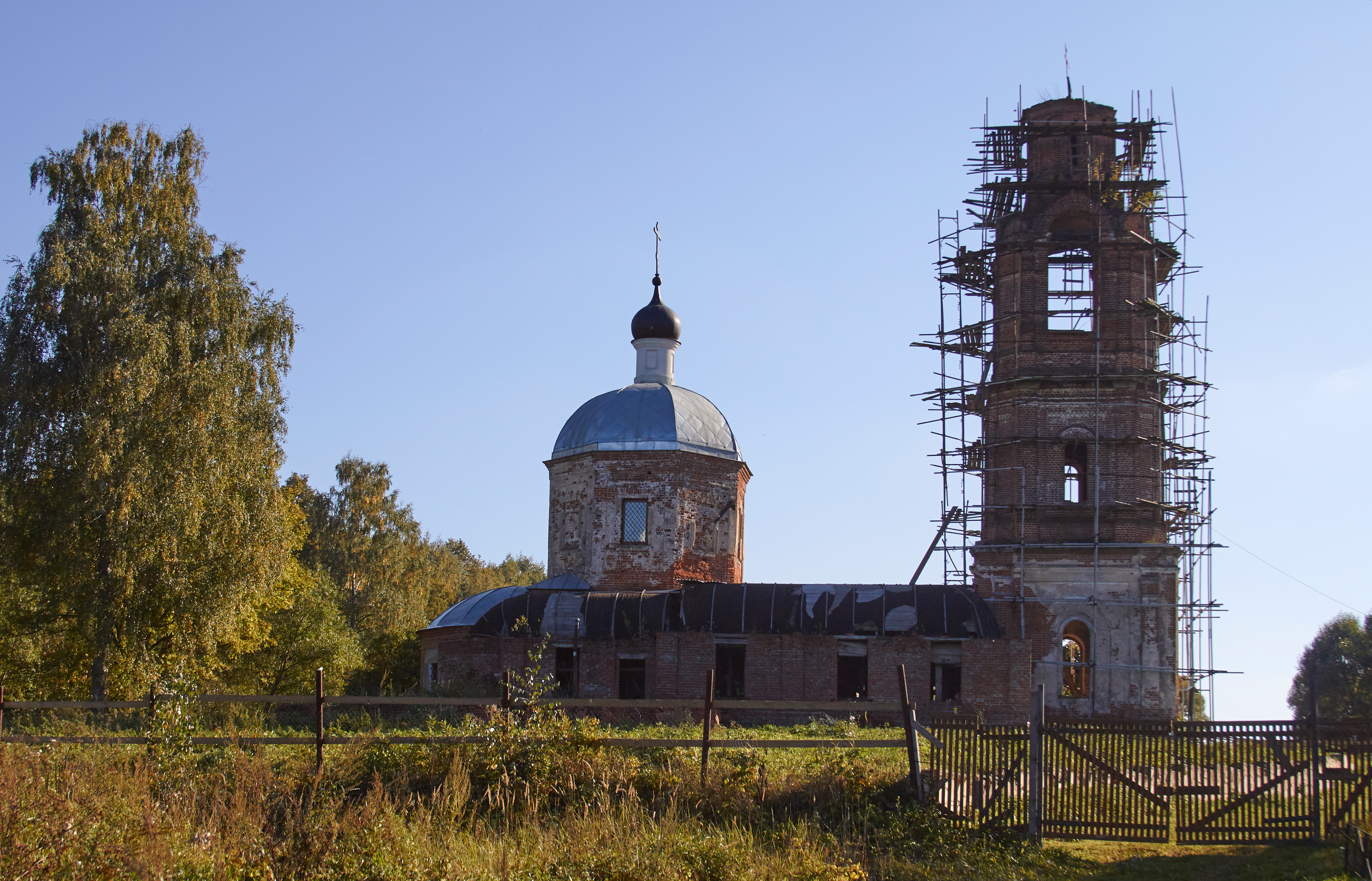
Реставрация церкви Рождества Христова в Апраксино (2017 г.)

Церковь Рождества Христова, ныне принадлежащая селу Апраксино, была построена в начале XVIII в., первоначально в некотором отдалении от села. Это место получило название погоста Хотяиново. Название его происходит от фамилии здешних помещиков Хотяинцевых. Приход был небольшой: к нему относились с. Молзино и, расположенное чуть дальше, с. Апраксино.
Первое документальное упоминание о каменной церкви относится к 1715 г. В то время Хотяинов погост принадлежал А. П. Салтыкову. Престолов было два: помимо главного, в честь Рождества Христова, с севера примыкал придел во имя великомученицы Параскевы. До революции в храме находился старинный иконостас. К началу XIX в. церковь обветшала: в стенах и своде появились трещины, кирпичный пол требовал обновления. В 1820-х гг. были заново переложены и апсида главного храма и восьмерик над четвериком.
В 1868 г. на средства Г. Н. Львова выстроена новая трёхъярусная колокольня, эклектически сочетающая в себе элементы угасающего классицизма и возрождающегося «русско-византийского» стиля. Трапезная перестроена и расширена на средства И. В. Щукина и прихожан в начале XX в. В результате многочисленных ремонтов и переделок внутренний и внешний облик храма претерпел значительные изменения. От древних времён сохранились лишь четверик и часть придела св. Параскевы.
В 1905 г. храм был украшен масляной стенописью, в нём выстлали пол метлахской плиткой.
В 1930-е годы храм, как и множество других в Коломне и Коломенском районе, закрыли. Священник погиб.
В середине 50-х годов храм решили снести: захлестнув канатами простенки между окнами трапезной, их начали тянуть тракторами. И северная, и южная стены рухнули на внешнюю сторону, так что в настоящее время остатки Рождественской церкви состоят из старого обезглавленного храма XVIII—XIX вв. и отдельно стоящей звонницы второй половины XIX в.
С 1970-х гг. руины использовались как полигон для тренировок альпинистов.

Постепенное возрождение церковной жизни началось в середине 90-х. Община храма зарегистрирована в 1995 году. Сначала церковь была приписана к Воскресенскому храму села Васильева, затем к Троицкой церкви Коломны (Щурово).

## Население
| 1926 | 2002 | 2006 | 2010 | 2021 |
| ---- | ---- | ---- | ---- | ---- |
| 371  | ↘29  | ↗30  | ↗36  | ↗110 |